# مجهرية
الاستجهار أو المجهرية أو الفحص المجهري في الفيزياء وعلم الأحياء وعلم المعادن (بالإنجليزية: Microscopy) هو دراسة الأشياء باستخدام المجهر، ويستخدم المجهر لرؤية أو لتكوين صورة لشيئ لا يمكن للعين رؤيته لصغره. وتوجد ثلاثة أنواع من المجهرات : المجهر الضوئي، مجهر إلكتروني، ومجهر نقطي.
ويستعمل المجهر الضوئي والمجهر الإلكتروني حيود وانعكاس وانكسار الأشعة الكهرومغناطيسية أو فيض الإلكترونات التي تصور العينة المراد تضخيمها ثم تقوم بتجميع الأشعة المنعكسة من الشيء لتكوين صورة له. وقد يستخدم لهذا الغرض ميكروسكوبا عاديا أو مجهر إلكتروني ماسح أو عن طريق المسح النقطي للعينة بواسطة مجهر المسح النقطي. وتتضمن طريقة مسح العينة رؤية سطحها عن طريق تجميع الأشعة المنعكسة وتكوين صورة لها.
وقد أحدث اختراع المجهر ثورة تقدمية كبيرة في دراسة علم الأحياء وهو لايزال الأداة الأساسية في دراسة علم الحياة والعلوم الطبيعية.